# Federico Méndez
Pour les articles homonymes, voir Mendez.
Pas d'image ? Cliquez ici

a Compétitions nationales et continentales officielles uniquement.

b Matchs officiels uniquement.
Dernière mise à jour le 4 novembre 2021.
Federico Méndez, né le 2 août 1972 à Mendoza, est un joueur de rugby à XV argentin.
Federico Mendez débuta très jeune en équipe d'Argentine, il fut expulsé contre l'Angleterre pour avoir frappé le deuxième ligne anglais Paul Ackford en 1990.
Mendez participa à trois Coupes du monde de rugby.
Il joua pour le Natal.
Il a également joué pour Bath Rugby, Northampton Saints avec laquelle il remporta la Coupe d'Europe de rugby 2000, à Bègles-Bordeaux.

## Carrière

### Clubs Successifs
- Mendoza RC jusqu'à 1996
- Sharks / Natal 1996
- Bath Rugby 1997-1998
- Northampton Saints 1998-2000
- CA Bègles-Bordeaux 2000-2001
- Natal Sharks 2002
- Mendoza RC 2002-2005
- Western Province 2005-2006

### équipe nationale
Federico Mendez a connu 74 sélections internationales en équipe d'Argentine, il fait ses débuts  le 27 octobre 1990 contre l'équipe d'Irlande. Sa dernière apparition comme Puma a lieu le 4 décembre 2004 contre les Springboks. 

## Palmarès

### Club

#### Coupe d'Europe 1998
| Date de la finale | Vainqueur             | Finaliste       | Score | Lieu de la finale      | Spectateurs |
| 31 janvier 1998   | Bath Rugby Angleterre | CA Brive France | 19-18 | Parc Lescure, Bordeaux | 36 500      |

#### Coupe d'Europe 2000
| Date de la finale | Vainqueur                     | Finaliste             | Score | Lieu de la finale   | Spectateurs |
| 27 mai 2000       | Northampton Saints Angleterre | Munster Rugby Irlande | 9-8   | Twickenham, Londres | 68.441      |

### Sélections nationales
- 74 sélections en équipe d'Argentine dont 2 fois capitaine en 2004
- 14 essais
- 70 points
- Nombre de sélections par année : 2 en 1990, 5 en 1991, 6 en 1992, 4 en 1994, 13 en 1995, 2 en 1996, 1 en 1997, 9 en 1998, 2 en 1999, 5 en 2000, 5 en 2001, 7 en 2002, 7 en 2003, 6 en 2004.
- Participation à la Coupe du monde de rugby : 1991 (2 matchs disputés, 2 comme titulaire), 1995 (3, 3), 2003 (2, 2).